# John Connolly
John Connolly (31 de maio de 1968) é um escritor irlandês que é mais conhecido por sua série de romances policiais estrelados pelo detetive particular Charlie Parker. Os seus livros encontram-se traduzidos em 28 línguas.

## Biografia
Connolly estudou Filologia Inglesa e Jornalismo, graduou-se com bacharelado em inglês pelo Trinity College (Dublin), e mestrado em jornalismo pela Dublin City University. Antes de se tornar um romancista em tempo integral, ele trabalhou como jornalista, barman, funcionário do governo local, garçom e na loja de departamentos Harrods em Londres.
Ele divide o seu tempo entre Dublin e os Estados Unidos, país que serve de cenário aos seus livros protagonizados pelo detetive Charlie Parker.

## Carreira literária
Depois de cinco anos como jornalista freelancer do jornal The Irish Times, ele ficou frustrado com a profissão e começou a escrever seu primeiro romance, Every Dead Thing, em seu tempo livre. Ele continua contribuindo com artigos para o jornal, mais frequentemente são entrevistas com outros autores estabelecidos.
Every Dead Thing apresentou aos leitores o anti-herói Charlie Parker, um ex-policial que caça o assassino de sua esposa e filha. Foi nomeado para o Prêmio Bram Stoker de Melhor Primeiro Romance e ganhou o Prêmio Shamus de 2000 de Melhor Primeiro Romance Privado, fazendo de Connolly o primeiro autor fora dos EUA a ganhá-lo.

## Obras

### Série do Charlie Parker
1. Every Dead Thing (1999) em Portugal: O Viajante Assassino (Editorial Presença, 2005)
2. Dark Hollow (2000)
3. The Killing Kind (2001)
4. The White Road (2002)
5. The Reflecting Eye (2004) (novela)
6. The Black Angel (2005)
7. The Unquiet (2007)
8. The Reapers (2008)
9. The Lovers (2009) em Portugal: Os Amantes (Porto Editora, 2012)
10. The Whisperers (2010) em Portugal: Os Três Demónios (Porto Editora, 2015)
11. The Burning Soul (2011)
12. The Wrath of Angels (2012)
13. The Wolf in Winter (2014)
14. A Song of Shadows (2015)
15. A Time of Torment (2016)
16. Parker : A Miscellany (2016)
17. A Game of Ghosts (2017)
18. The Woman in the Woods (2018)
19. A Book of Bones (2019)
20. The Dirty South (2020)
21. The Nameless Ones (2021)
22. The Furies (2022) - dois contos

### Série do Samuel Johnson
1. The Gates (2009) no Brasil: Os Portões (Bertrand Brasil, 2013)
2. The Infernals (2011) no Brasil: Sinos do Inferno (Bertrand Brasil, 2015)
3. The Creeps (2013)

### TrilogiaThe Chronicles of the Invaders
1. Conquest (2013)
2. Empire (2015)
3. Dominion (2016)

### Outros romances
- Bad Men (2003)
- The Book of Lost Things (2006) no Brasil: O Livro das Coisas Perdidas (Bertrand Brasil, 2015)
- He: A Novel (2017)

### Antologias
1. Nocturnes (2004) no Brasil: Noturnos (Bertrand Brasil, 2016)
2. Night Music: Nocturnes 2 (2015)

### Não-ficção
- Books to Die For (2012) (editor, com Declan Burke)
- Horror Express (2018)

## Adaptações
- The New Daughter (2009) – parcialmente baseado em um conto de mesmo nome do livro Nocturnes, estrelando Kevin Costner e Ivana Baquero.